# Friedrich von Montfort

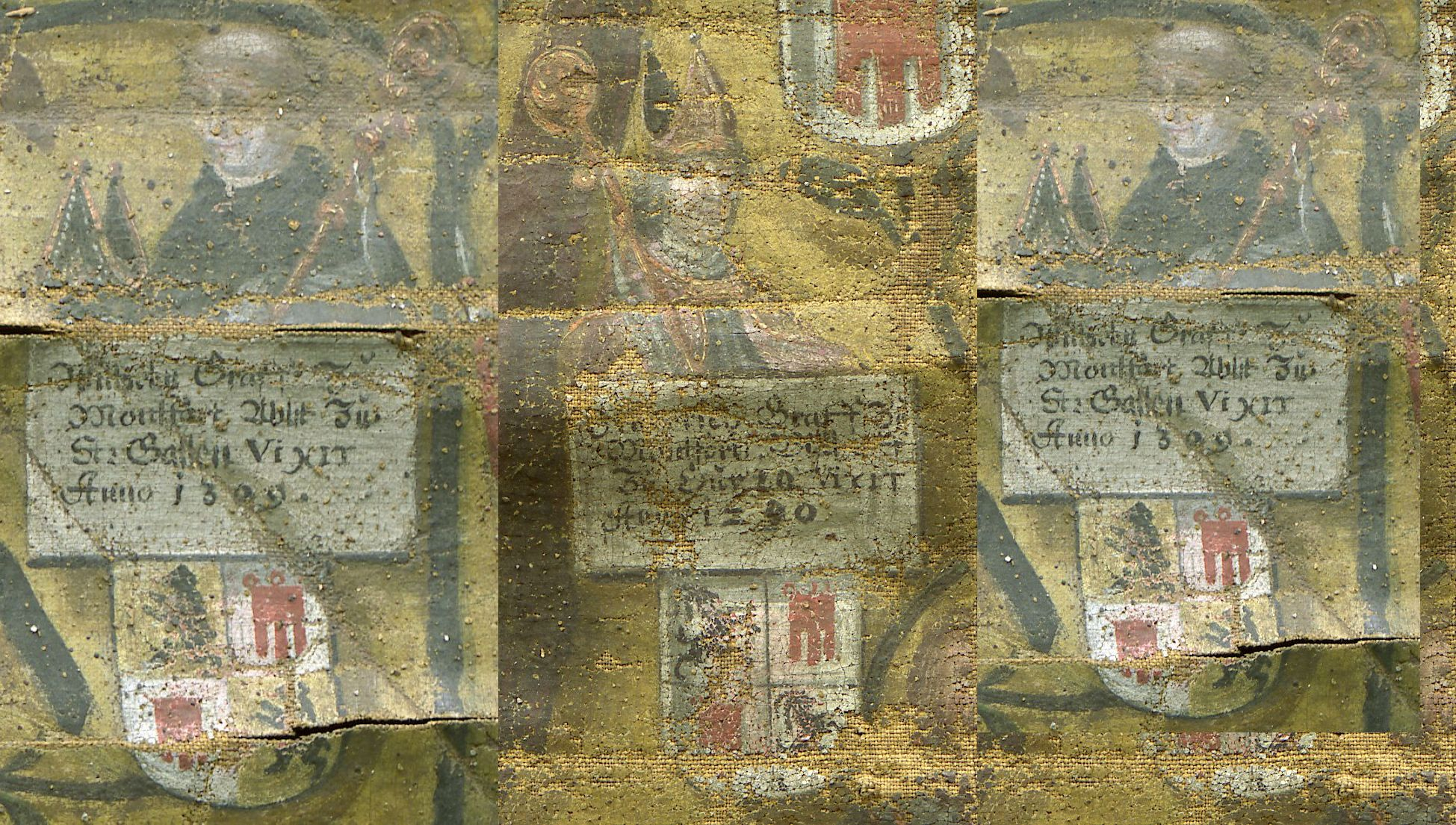
Friedrich II. († 1290, links), Heinrich III. († 1307, Mitte) und Wilhelm I. von Montfort († 1301, rechts)

Friedrich I. von Montfort (* vor 1264; † 3. Juni 1290 in Werdenberg) war von 1282 bis zu seinem Tod Bischof von Chur.

## Leben
Friedrich entstammte dem von den Pfalzgrafen von Tübingen abstammenden Geschlecht der Grafen von Montfort. Seine Eltern waren Hugo II., Graf von Montfort, und dessen Gemahlin Elisabeth von Burgau, der Churer Bischof Heinrich I. von Montfort war sein Onkel, sein Bruder Wilhelm war Abt von St. Gallen ein weiterer Bruder, Heinrich, war Dompropst in Chur. Friedrich war von 1264 bis 1269 Domherr und von 1273 bis 1282 Dompropst in Chur. Am 27. November 1282 wurde er zum Bischof von Chur gewählt. Er nahm 1287 an der Synode in Würzburg teil.
Friedrich unterstützte seinen Bruder, den St. Galler Abt Wilhelm, in einer Fehde gegen Rudolf I. und die Grafen von Werdenberg und geriet 1289 bei einem Gefecht in der Nähe von Balzers in Gefangenschaft. Er starb bei dem Versuch, aus der Burg Werdenberg zu fliehen.